# Strada degli Eroi
La strada degli Eroi è un tratto di strada carrabile del massiccio del Pasubio, nelle Prealpi vicentine, costruita in seguito alla prima guerra mondiale per dotare la zona sommitale del monte, zona Sacra alla Patria per decreto del 1922, di una via d'accesso sicura e agevole per i mezzi motorizzati.

## Descrizione
La strada degli Eroi vera e propria è il tratto lungo circa 2 chilometri che collega la Galleria Giuseppe d'Havet al rifugio Achille Papa, situato alle Porte del Pasubio, nel comune di Valli del Pasubio. Scavata sulla destra orografica delle pareti verticali a precipizio sull'impervia Val Canale, presenta un fondo naturale piuttosto dissestato.
Il nome deriva dal fatto che sulla parete rocciosa sono collocate delle targhe in onore delle 12 medaglie d'oro al valor militare che combatterono sul Pasubio durante la Grande Guerra.
Per estensione con il termine di Strada degli Eroi ci si riferisce all'intera rotabile della Val Fieno, nel comune di Vallarsa, che sale dal Pian delle Fugazze (1162 m), al confine fra la provincia di Vicenza e di Trento, e arriva fino al rifugio Papa (1928 m).
L'intero tracciato rifugio Achille Papa - Pian delle Fugazze fa parte del sentiero Europeo E5 e del Sentiero della Pace.
La strada, chiusa al traffico motorizzato (d'estate vi sono dei bus navetta che fanno spola fra il Pian delle Fugazze e la Galleria d'Havet), è lunga nella sua interezza 10,4 chilometri, segnati da pietre miliari che ogni chilometro danno la distanza dall'inizio.
Il fondo è naturale, tranne per alcuni tornanti asfaltati, con un percorso tortuoso nella Val Fieno per salire con pendenza piuttosto costante e mai particolarmente impegnativa, se non nel tratto finale prima della Galleria d'Havet, lunga poche decine di metri, che permette di passare nella Val Canale appena sotto il crinale dello spartiacque.
Durante il conflitto mondiale era solamente un sentiero e venne in seguito allargata per permettere un comodo accesso alla Zona Sacra, in alternativa della strada degli Scarubbi in cui la neve permane molto più a lungo a causa dell'esposizione a nord. I lavori, eseguiti dal Genio militare, iniziarono nel 1937 e la strada fu ufficialmente inaugurata il 26 giugno 1938. Chiusa al traffico motorizzato negli anni ottanta a causa della pericolosità del tragitto soprattutto nel tratto finale, è oggi molto frequentata dagli escursionisti sia a piedi che in mountain bike. Rimane infatti una delle principali vie d'accesso alla sommità del massiccio del Pasubio, perché può essere percorsa anche da chi ha poca confidenza con la montagna.
Insieme alla strada degli Scarubbi rappresenta un eccellente percorso storico-culturale per chi pratica la mountain bike.

## Elenco delle 12 medaglie d'oro menzionate nella strada degli Eroi
| grado        | nome              | nato a                        | reparto                                   | luogo di morte          | data di morte     |
| ------------ | ----------------- | ----------------------------- | ----------------------------------------- | ----------------------- | ----------------- |
| tenente      | Cesare Battisti   | Trento                        | Battaglione Alpini Vicenza                | Trento                  | 12 luglio 1916    |
| capitano     | Aldo Beltricco    | San Damiano (CN)              | Battaglione Alpini Aosta                  | Costone di Lora         | 10 settembre 1916 |
| bersagliere  | Torquato Cardelli | Sant'Ermo (PI)                | 7º Battaglione Bersaglieri ciclisti       | Alpe di Cosmagnon       | 10 ottobre 1916   |
| tenente      | Umberto Cerboni   | Roma                          | 80º Reggimento Fanteria Brigata Roma      | Trambileno              | 17 maggio 1916    |
| maggiore     | Felice Chiarle    | Peschiera del Garda (VR)      | 17º gruppo Artiglieri di montagna         | Trambileno              | 18 maggio 1916    |
| sottotenente | Fabio Filzi       | Pisino d'Istria               | Battaglione Alpini Vicenza                | Trento                  | 12 luglio 1916    |
| colonnello   | Antonio Gioppi    | Sermide (MN)                  | 6º Gruppo Alpini                          | Schio                   | 14 ottobre 1916   |
| sottotenente | Giordano Ottolini | Milano                        | 71º Reggimento fanteria Brigata Puglie    | Monte Spil              | 30 giugno 1916    |
| maggiore     | Mario Rossani     | Cassano delle Murge (BA)      | 2º Reggimento Genio Zappatori             | Monte Corno di Vallarsa | 27 giugno 1918    |
| colonnello   | Edoardo Suarez    | Napoli                        | 217º Reggimento Fanteria Brigata Volturno | Val di Foxi             | 29 giugno 1916    |
| sottotenente | Ferdinando Urli   | Steierdorf (Austria-Ungheria) | Battaglione Alpini Aosta                  | Dente Austriaco         | 18 ottobre 1916   |
| tenente      | Carlo Sabatini    | Alessandria                   | III-V Reparto d'assalto                   | Roma                    | 23 marzo 1969     |

## Galleria d'immagini

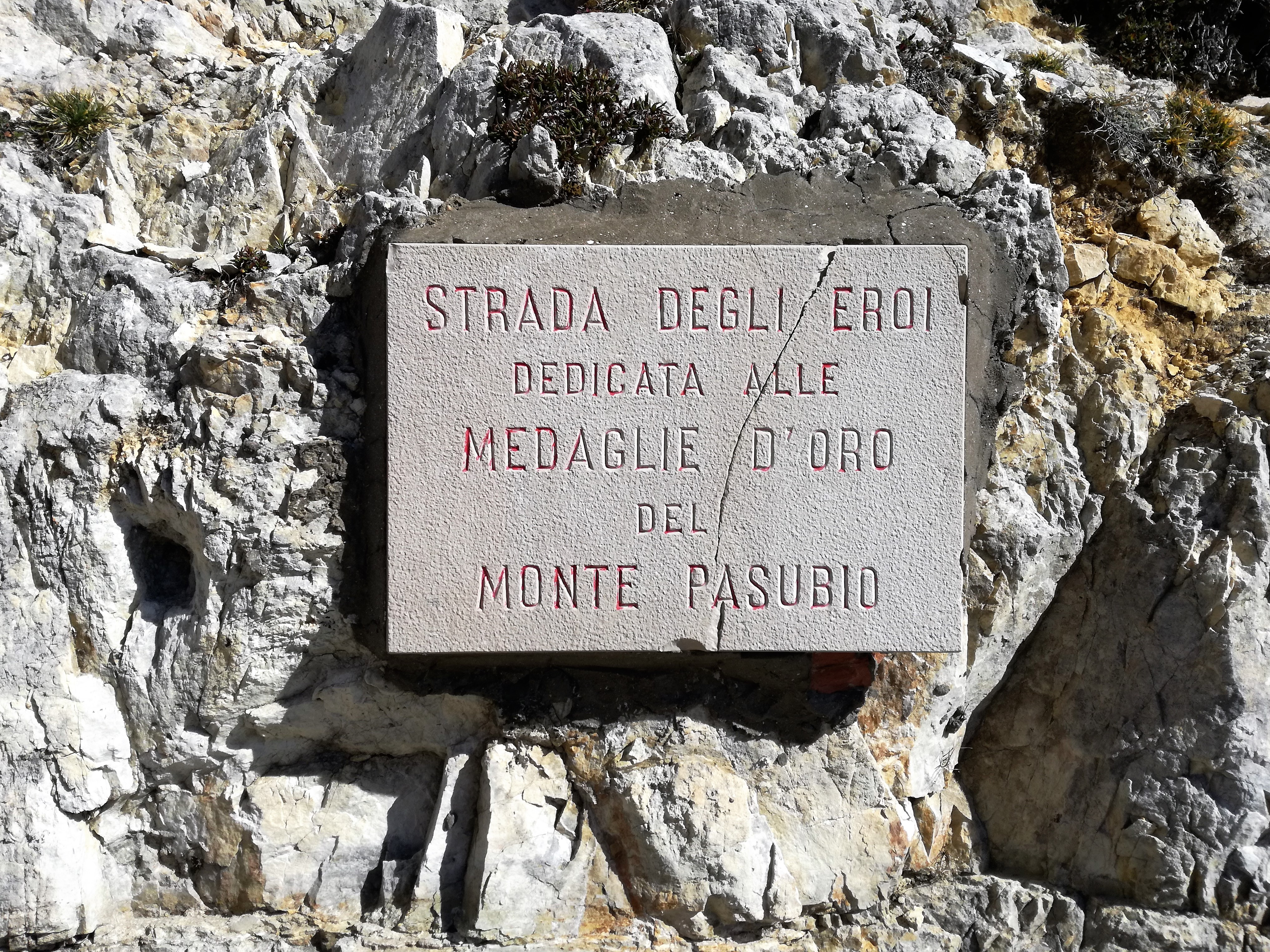
Targa presso le Porte di Pasubio
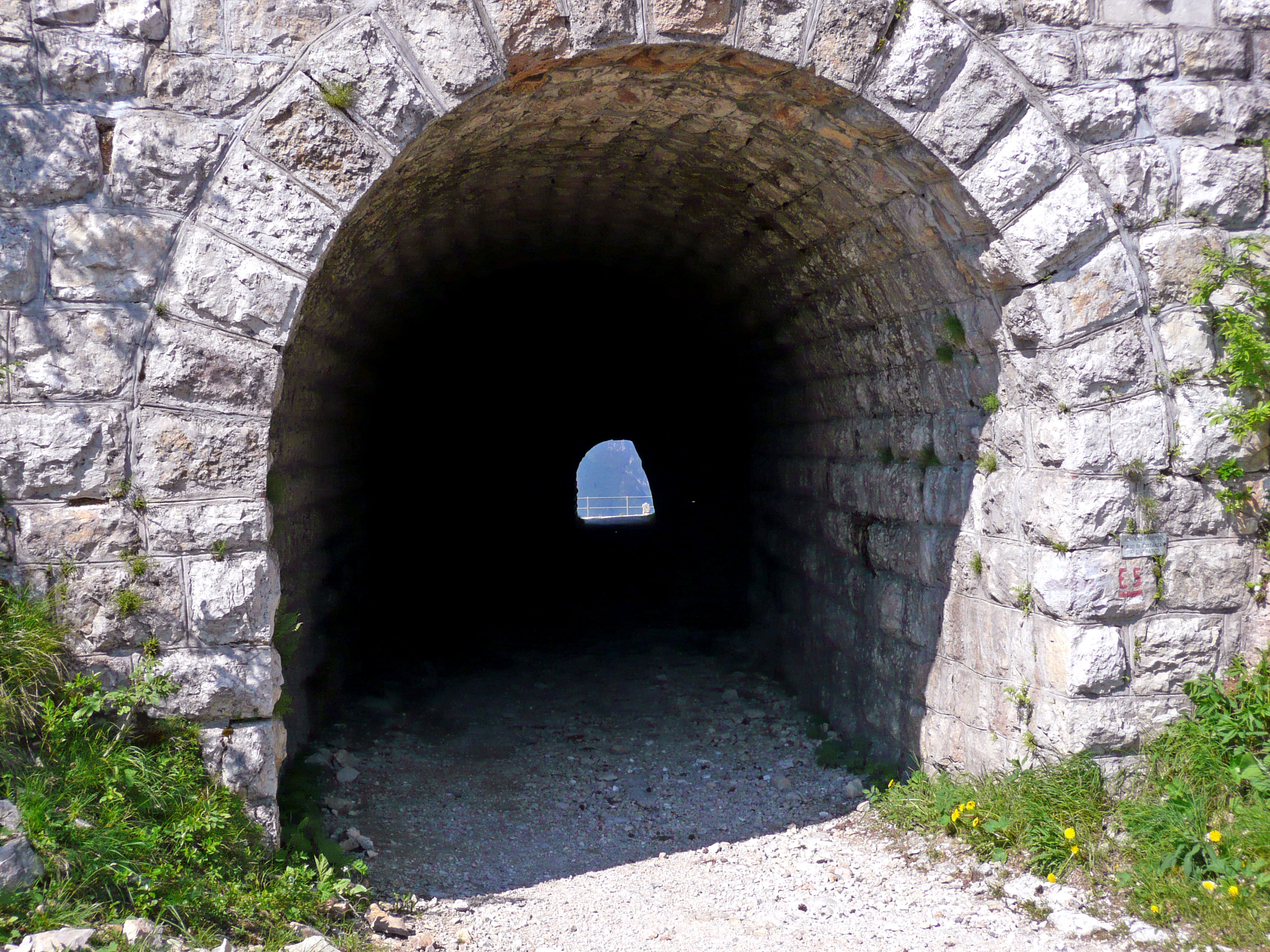
La Galleria D'Havet nel versante della Val Canale
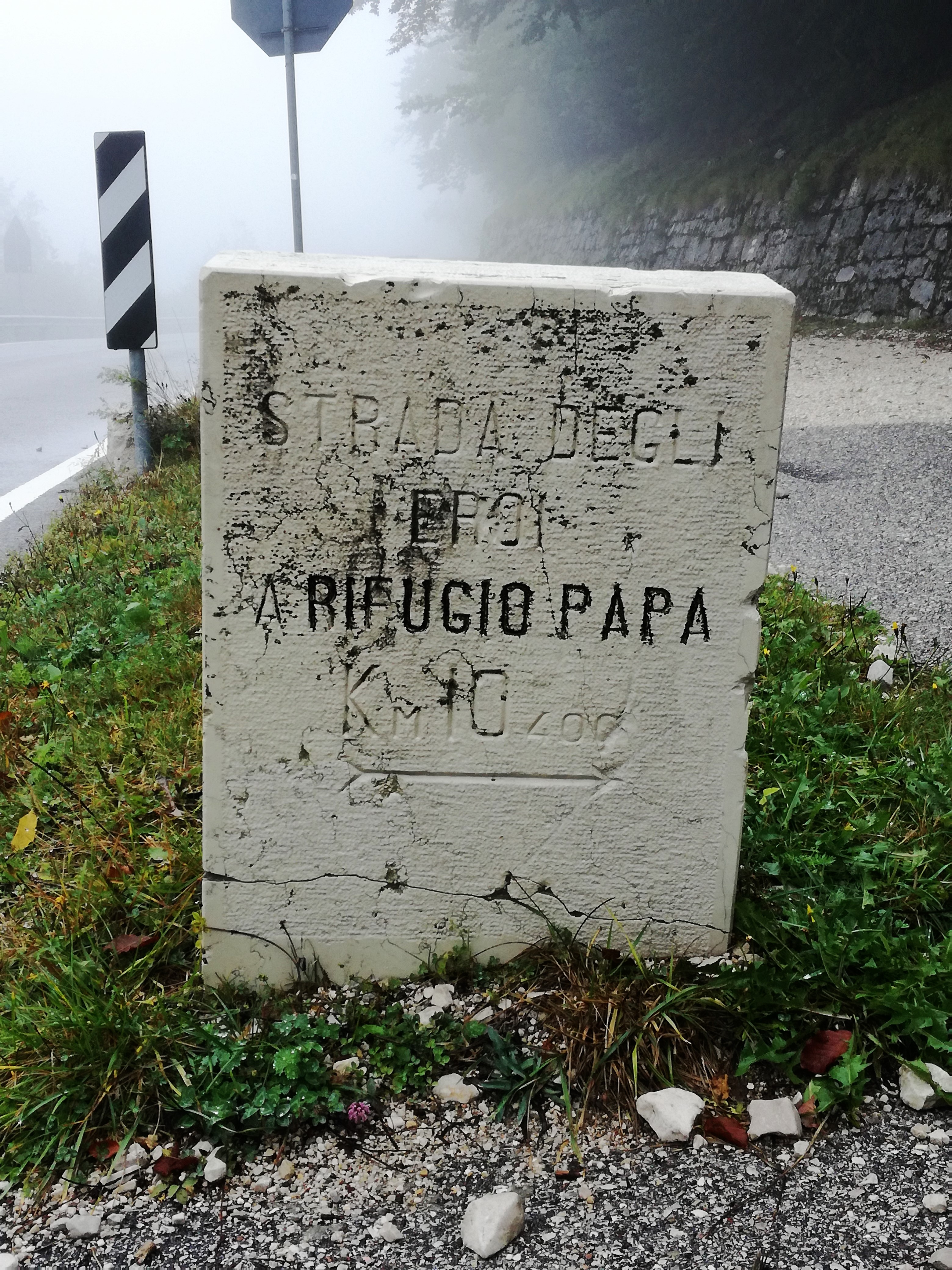
Cippo stradale all'inizio della strada presso il Passo Pian delle Fugazze
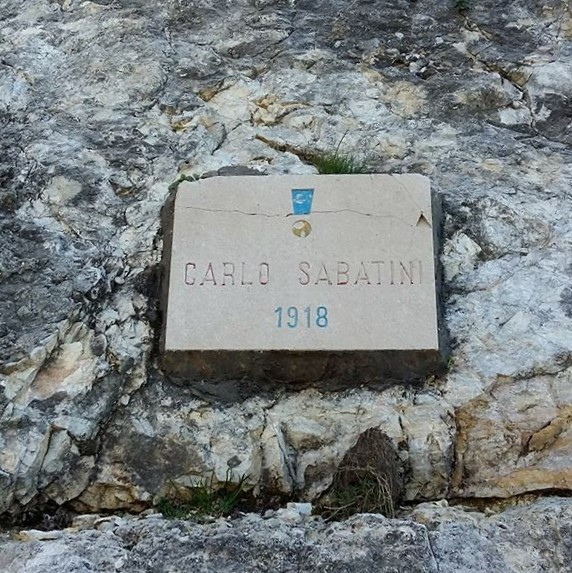
La targa in onore di Carlo Sabatini
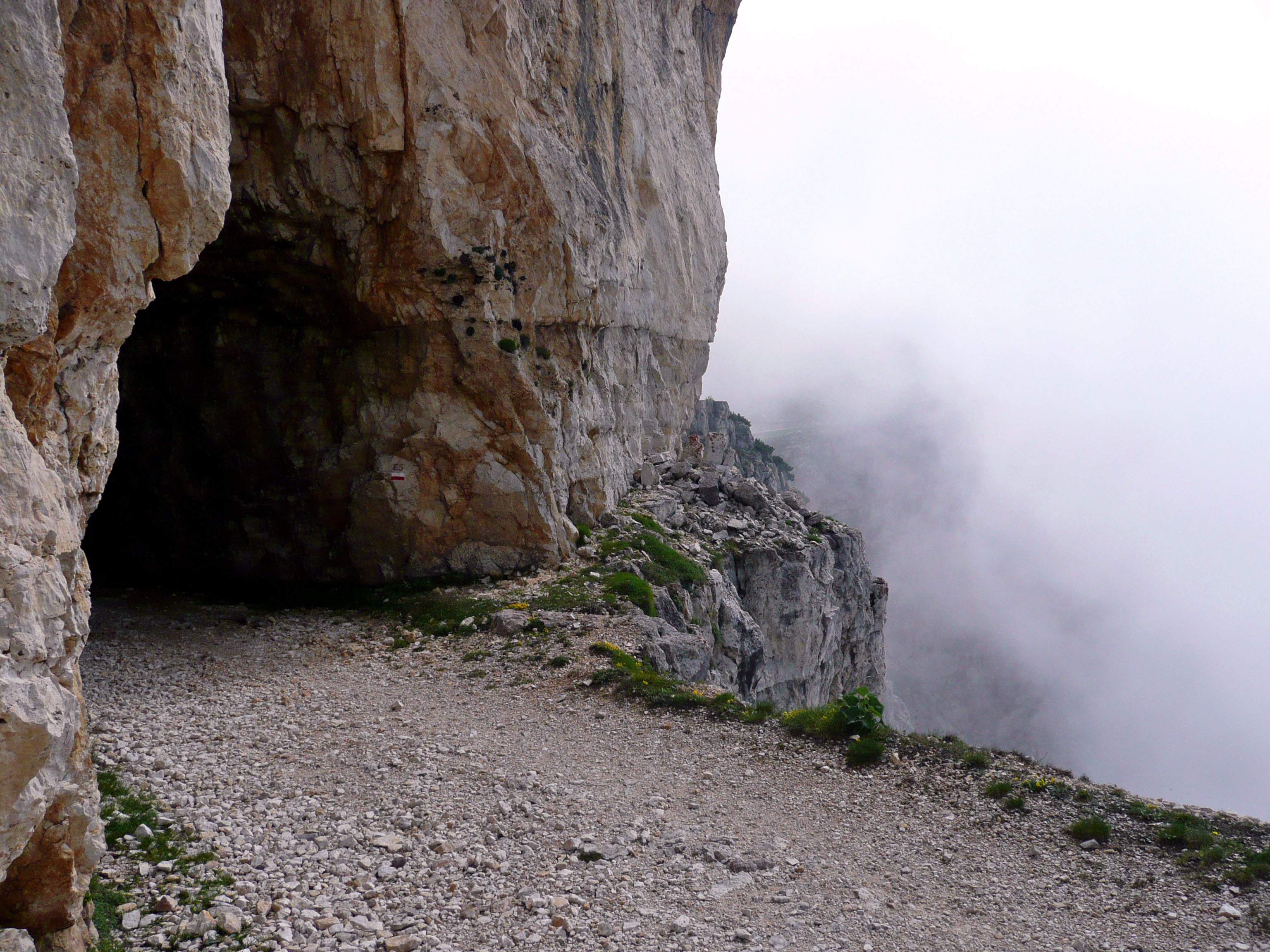
Una delle quattro gallerie lungo il percorso

### Esplicative
1. ↑   Principali Vie d’Accesso, su ossariodelpasubio.it. URL consultato il 3 settembre 2018.
2. ↑  Pieropan-Baldi, p. 27.
3. ↑  Ceola 1993, pp. 232-235.
4. ↑   Medaglia d'oro al valor militare - Cesare Battisti, su quirinale.it, Quirinale. URL consultato il 30-5-2008.
5. ↑   Medaglia d'oro al valor militare - Aldo Beltricco, su quirinale.it, Quirinale. URL consultato il 30-5-2008.

### Bibliografiche
1. ↑  Elencati nell'ordine in cui si trovano dalla Galleria d'Havet al Rifugio Papa
2. ↑  Fu catturato dagli austro-ungarici il 10 luglio 1916 sul Monte Corno di Vallarsa e condannato a morte per tradimento.
3. ↑  Fu catturato dagli austro-ungarici insieme con Cesare Battisti il 10 luglio 1916 sul Monte Corno di Vallarsa e condannato a morte per tradimento.
4. ↑  Morì in ospedale in seguito a ferite riportate in combattimento sul Pasubio.
5. ↑  Il padre emigrò per motivi di lavoro.
6. ↑  Unico decorato non morto in guerra. Fu decorato con la Medaglia d'oro al valor militare il 3 luglio 1918 per la conquista del Monte Corno di Vallarsa il 13 maggio 1918.